# Dębniak (Zgierz)
Pour les articles homonymes, voir Dębniak.
Dębniak est une localité polonaise de la gmina et du powiat de Zgierz en voïvodie de Łódź.